# Blaesodactylus ambonihazo
Espèce
Statut de conservation UICN

 DD  : Données insuffisantes
Blaesodactylus ambonihazo est une espèce de geckos de la famille des Gekkonidae.

## Répartition
Cette espèce est endémique de la région de Boeny à Madagascar.

## Publication originale
- Bauer, Glaw, Gehring & Vences, 2011 : New species of Blaesodactylus (Squamata: Gekkonidae) from Ankarafantsika National Park in north-western Madagascar. Zootaxa, n. 2942, p. 57–68.